# هونغ سونغ مو
هونغ سونغ مو (مواليد 1 يناير 1942) هو عالم أسلحة نووية كوري شمالي ومسؤول في حزب العمال الكوري يعمل مع أسلحة الدمار الشامل وبرامج الفضاء في كوريا الشمالية. وهو نائب مدير إدارة صناعة الآلات بالحزب ويلعب دورًا رئيسيًا في برنامج الأسلحة النووية في البلاد.
صعد هونغ إلى الصدارة بعد وفاة كيم جونغ إيل في عام 2011 وخلافة كيم جونغ أون وبعد ذلك أشرف على تجارب أسلحة مختلفة، بما في ذلك التجارب النووية الكورية الشمالية في 2013 ويناير 2016. وقد أدى تورط هونغ في تطوير الأسلحة إلى وضعه على قوائم العقوبات الدولية.

## حياة مهنية
ولد هونغ في 1 يناير 1942. تلقى تعليمه في وسط وشرق أوروبا وربما في الاتحاد السوفيتي أيضًا.
يلعب هونغ دورًا مهمًا في أسلحة الدمار الشامل وبرامج الفضاء في كوريا الشمالية. بينما تشمل مسؤولية هونغ الأسلحة التقليدية،  يركز عمله على برنامج الأسلحة النووية على وجه الخصوص.
كان هونغ سابقًا كبير المهندسين في مركز يونغبيون للأبحاث العلمية النووية. يشغل حاليًا منصب نائب مدير قسم صناعة الآلات بالحزب،  حيث عمل منذ منتصف العقد الأول من القرن الحادي والعشرين. تكمن خلفية هونغ في التصنيع والإنتاج بدلاً من التطوير والبحث، على عكس رئيسه جو كيو تشانج.
انطلقت مسيرة هونغ المهنية بشكل جدي بعد وفاة زعيم البلاد كيم جونغ إيل في عام 2011 وخلافة كيم جونغ أون. كان هونغ رقم 126 على قائمة لجنة جنازة كيم جونغ إيل.  منذ عام 2012، يرافق كيم في مناسبات مختلفة لإطلاق الصواريخ  وفي جولات إرشادية في الموقع منذ بداية عام 2013.  اعتبارًا من 2013، هونغ عضو بديل في اللجنة المركزية لحزب العمال الكوري.
لعب هونغ دورًا رئيسيًا في الإشراف على التجارب النووية الكورية الشمالية في 2013 ويناير 2016. وقد ظهر في وسائل الإعلام الكورية الشمالية فيما يتعلق بتلك الاختبارات وإطلاق القمر الصناعي Kwangmyŏngsŏng-3  والتجربة النووية للبلاد لعام 2017.
يُعرف هونغ وزميله المساعد في برنامج الأسلحة النووية، ري هونغ سوب، مجتمعين باسم «الثنائي النووي» لكوريا الشمالية. كان الاثنن أول من حصل على ميدالية من كيم جونغ آون للنجاح في اختبار يناير 2016. وقد أدى دور هونغ في البرنامج النووي إلى وضعه على قائمة عقوبات الأمم المتحدة أوالولايات المتحدة أوكوريا الجنوبية . أضاف الاتحاد الأوروبي هونغ إلى «قائمة الأشخاص والكيانات المسؤولة عن برامج جمهورية كوريا الشعبية الديمقراطية المتصلة بالأسلحة النووية أو الصواريخ الباليستية أو غيرها من برامج أسلحة الدمار الشامل أو الأشخاص أو الكيانات التي تعمل نيابة عنهم أو بتوجيه منهم، أو الكيانات التي يملكونها أو يسيطرون عليها والتي تخضع لتدابير تقييدية».
ووفقًا للبروفيسور يانغ مو جين من جامعة الدراسات الكورية الشمالية في سيول، فإن هونغ «يقود برنامج التطوير النووي بصفته مسؤولًا كبيرًا في الحزب». الخبير في شؤون كوريا الشمالية مايكل مادن يصف هونغ بأنها جزء من الجيل الأخير من «كبار المسؤولين ... الذين درسوا في العالم الشيوعي القديم».

## روابط خارجية
- الصورة في صنداي اكسبريس